# Symplecta tripilata
Symplecta tripilata är en tvåvingeart som först beskrevs av Alexander 1957.  Symplecta tripilata ingår i släktet Symplecta och familjen småharkrankar. Inga underarter finns listade i Catalogue of Life.